# 13715 Steed
A 13715 Steed (ideiglenes jelöléssel 1998 QK39) a Naprendszer kisbolygóövében található aszteroida. A LINEAR projekt keretében fedezték fel 1998. augusztus 17-én.